# Fluquières
Fluquières est une commune française située dans le département de l'Aisne en région Hauts-de-France.

## Géographie

### Étymologie
Fluquières s'est appelé successivement Felchières en 1190, Flekières en 1208 (cartulaire de l'abbaye de Fervaques), Flékeriis en 1264, Floquières au 15e siècle, Fleuquières en 1599, Flecquières en 1614, Flucquières, Fleuquières en 1717 (registres d'état-civil).

### Hydrographie
La commune est située dans le bassin Artois-Picardie. Elle n'est drainée par aucun cours d'eau.

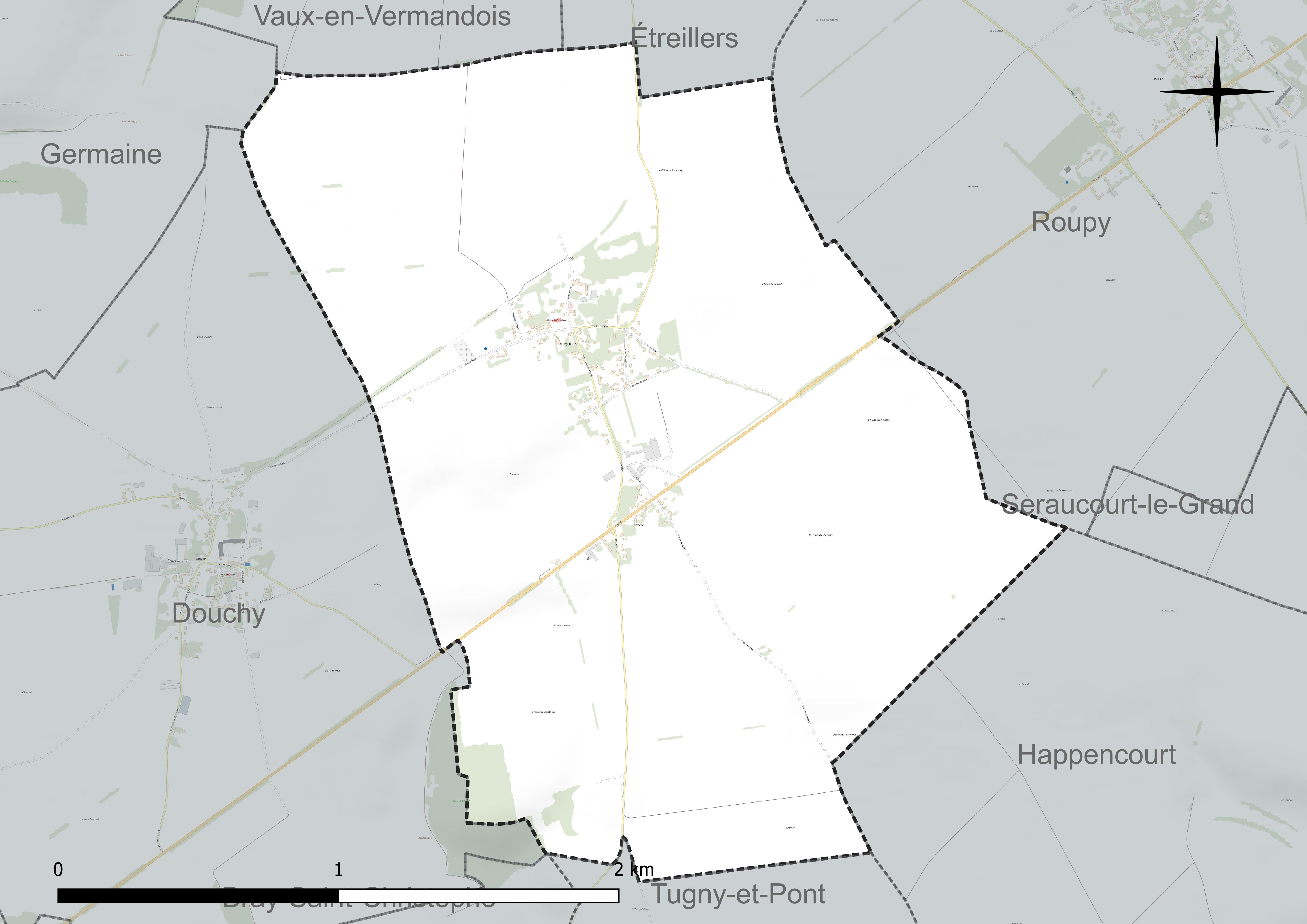
Réseau hydrographique de Fluquières.

### Climat
Pour des articles plus généraux, voir Climat des Hauts-de-France et Climat de l'Aisne.
En 2010, le climat de la commune est de type climat océanique dégradé des plaines du Centre et du Nord, selon une étude du CNRS s'appuyant sur une série de données couvrant la période 1971-2000. En 2020, Météo-France publie une typologie des climats de la France métropolitaine dans laquelle la commune est exposée à un climat océanique et est dans la région climatique Nord-est du bassin Parisien, caractérisée par un ensoleillement médiocre, une pluviométrie moyenne régulièrement répartie au cours de l'année et un hiver froid (3 °C).
Pour la période 1971-2000, la température annuelle moyenne est de 10,3 °C, avec une amplitude thermique annuelle de 15 °C. Le cumul annuel moyen de précipitations est de 698 mm, avec 10,8 jours de précipitations en janvier et 9,1 jours en juillet. Pour la période 1991-2020, la température moyenne annuelle observée sur la station météorologique la plus proche, située sur la commune de Fontaine-lès-Clercs à 5 km à vol d'oiseau, est de 10,8 °C et le cumul annuel moyen de précipitations est de 683,4 mm,. Pour l'avenir, les paramètres climatiques de la commune estimés pour 2050 selon différents scénarios d'émission de gaz à effet de serre sont consultables sur un site dédié publié par Météo-France en novembre 2022.

## Urbanisme

### Typologie
Au 1er janvier 2024, Fluquières est catégorisée commune rurale à habitat dispersé, selon la nouvelle grille communale de densité à 7 niveaux définie par l'Insee en 2022.
Elle est située hors unité urbaine. Par ailleurs la commune fait partie de l'aire d'attraction de Saint-Quentin, dont elle est une commune de la couronne,. Cette aire, qui regroupe 120 communes, est catégorisée dans les aires de 50 000 à moins de 200 000 habitants,.

### Occupation des sols
L'occupation des sols de la commune, telle qu'elle ressort de la base de données européenne d'occupation biophysique des sols Corine Land Cover (CLC), est marquée par l'importance des territoires agricoles (90,6 % en 2018), une proportion identique à celle de 1990 (90,6 %). La répartition détaillée en 2018 est la suivante : 
terres arables (90,6 %), zones urbanisées (7,5 %), forêts (1,9 %).
L'évolution de l'occupation des sols de la commune et de ses infrastructures peut être observée sur les différentes représentations cartographiques du territoire : la carte de Cassini (XVIIIe siècle), la carte d'état-major (1820-1866) et les cartes ou photos aériennes de l'IGN pour la période actuelle (1950 à aujourd'hui).

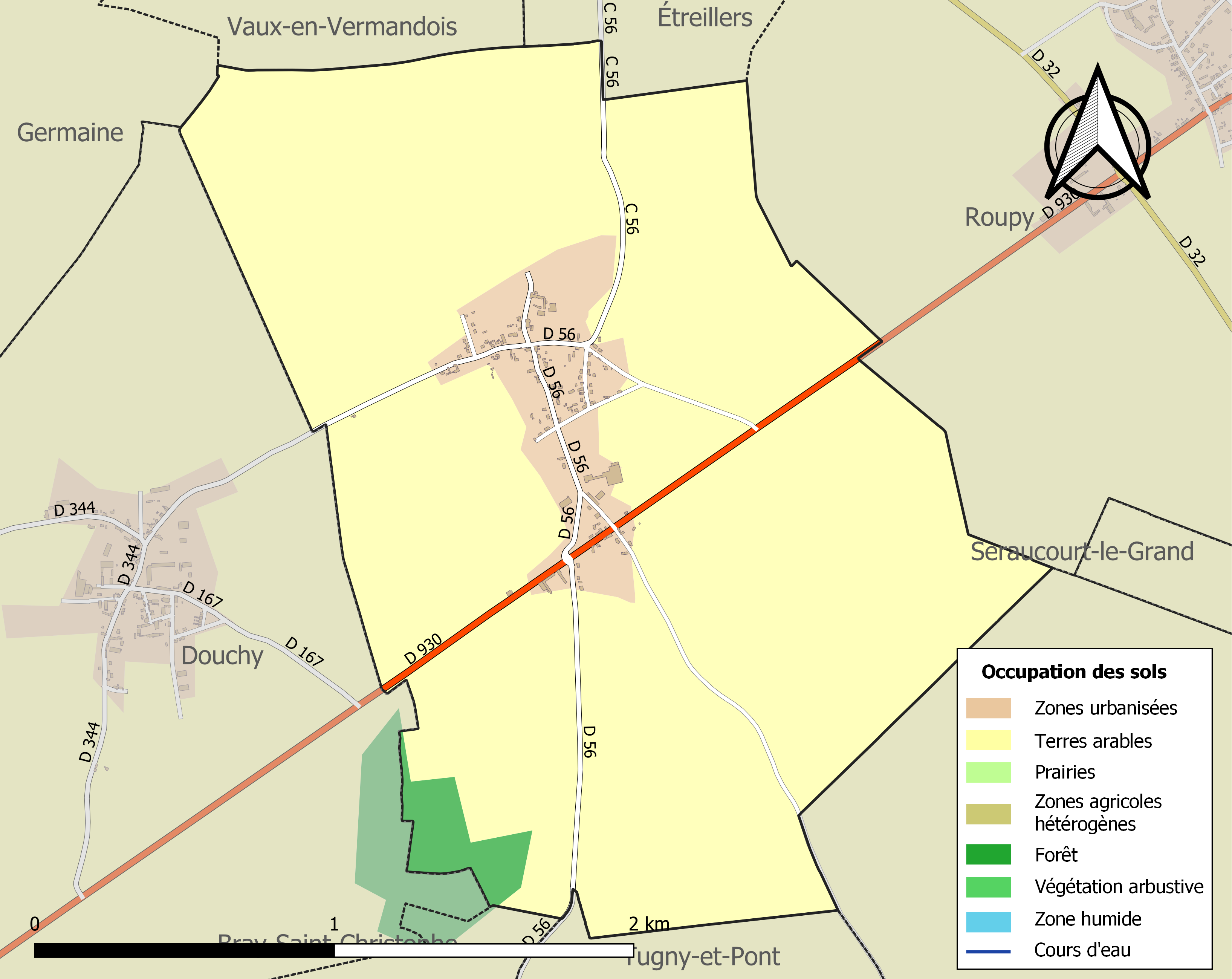
Carte de l'occupation des sols de la commune en 2018 (CLC).

## Toponymie
Le nom de la localité est attesté sous les formes Felchières (1190) ; Villa de Fleschières (1194) ; Flekières (1208) ; Territorium de Flekeriis (1264) ; Flequières (1276) ; Floquières (XIVe siècle) ; Fleuquière (1599) ; Flecquière (1614) ; Flucquière (1633) ; Saint-Médard-de-Fluquières (1674) ; Flucquières (1676).
Le nom se rapporte à une des évolutions du latin filicaria « lieu des fougères ». Le mot latin filix « fougère » a pu évoluer de façon très diverse ça et la sur le territoire gaulois, en particulier si on imagine que chaque tribu pouvait avoir un dialecte ou une prononciation différente.

## Histoire
Une monographie très bien documentée de 168 pages a été publiée en 1899 par M. Olivier Deguise.

### La Première Guerre mondiale
Dès fin août 1914, Fluquières est occupée par les troupes allemandes. Situé à l'arrière du front qui se situe à une trentaine de kilomètres à l'ouest, le village servira surtout de cantonnement pour les soldats allemands.
En février 1917, l'état-major des occupants décide de se replier sur la ligne Hindenburg située le long du canal de Saint-Quentin et de raser tous les villages se trouvant dans la zone de repli.
Les habitants sont évacués à l'arrière. Les maisons, l'église, la mairie, l'école, l'usine textile de Fluquières sont dynamités, incendiés ; tous les arbres sont coupés.
Après la fin de la guerre, beaucoup d'habitants ne reviendront pas s'établir dans le village dont la population passera de 626 habitants en 1911 à 198 en 1921.
Vu les souffrances endurées par la population pendant les trois années d'occupation et les dégâts aux constructions, la commune s'est vu décerner la Croix de guerre 1914-1918 (France) le 17 octobre 1920.
Le monument aux morts, érigé dans le cimetière, porte le nom des treize Fluquièrois morts pour la France au cours de cette guerre.

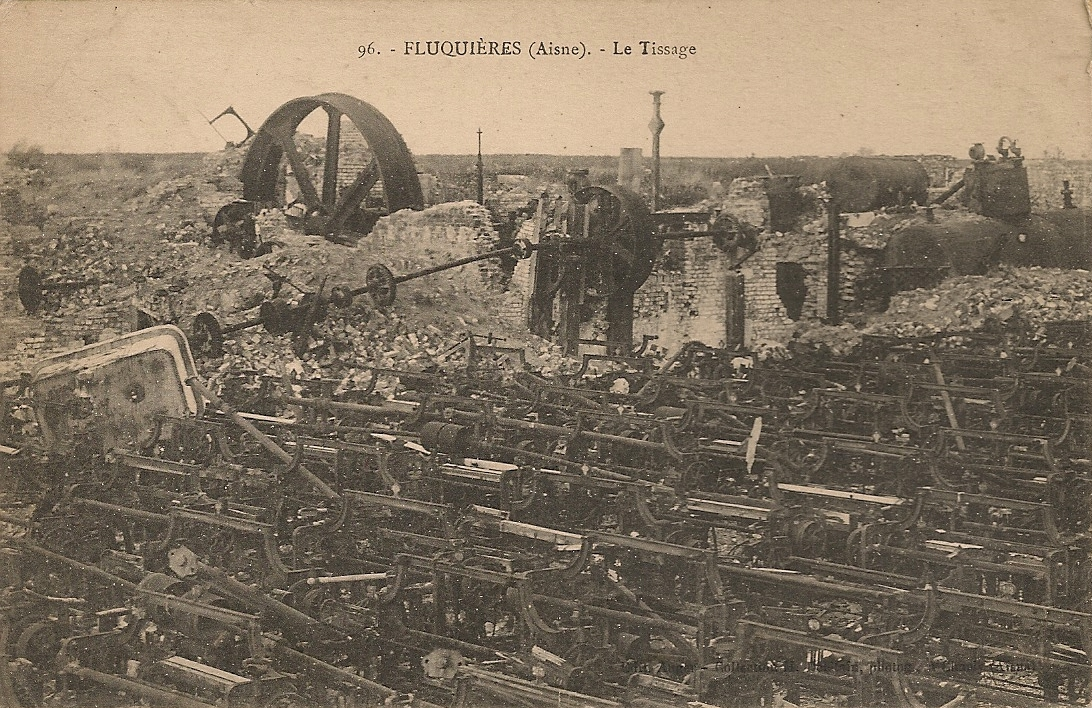
L'usine de tissage en ruines (1919).
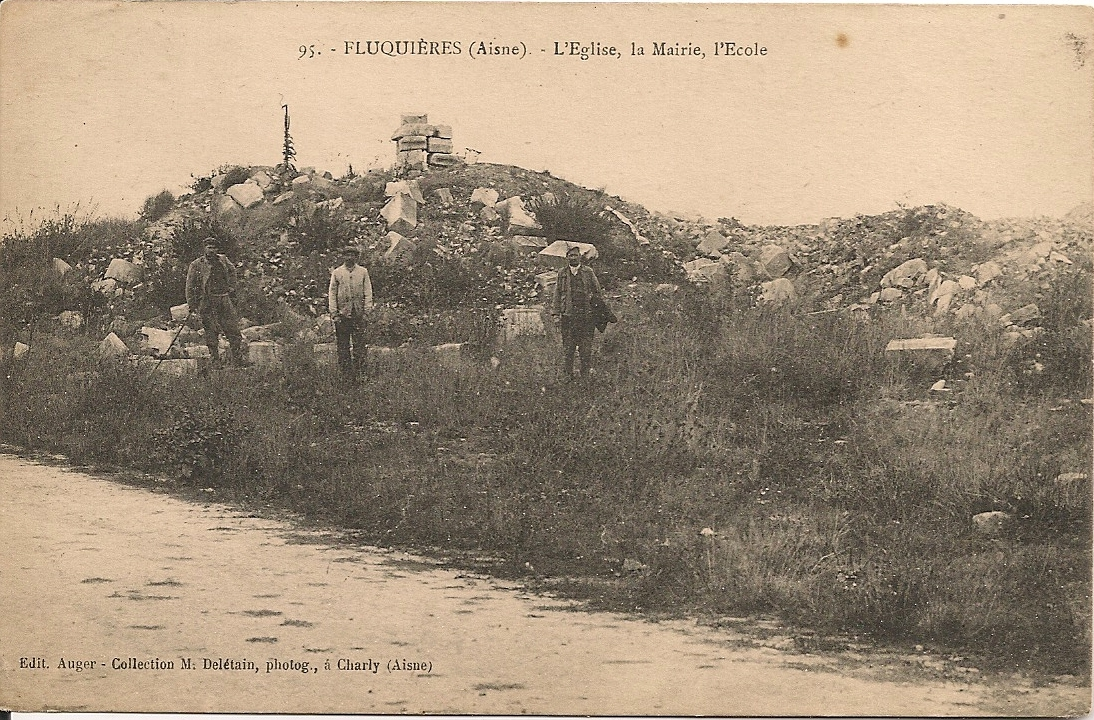
Les ruines de l'église. (1919).

## Politique et administration

### Découpage territorial
La commune de Fluquières est membre de la communauté de communes du Pays du Vermandois, un établissement public de coopération intercommunale (EPCI) à fiscalité propre créé le 31 décembre 1993 dont le siège est à Bellicourt. Ce dernier est par ailleurs membre d'autres groupements intercommunaux.
Sur le plan administratif, elle est rattachée à l'arrondissement de Saint-Quentin, au département de l'Aisne et à la région Hauts-de-France. Sur le plan électoral, elle dépend du  canton de Saint-Quentin-1 pour l'élection des conseillers départementaux, depuis le redécoupage cantonal de 2014 entré en vigueur en 2015, et de la deuxième circonscription de l'Aisne  pour les élections législatives, depuis le dernier découpage électoral de 2010.

### Administration municipale
| Période                                  | Période                   | Identité                         | Étiquette | Qualité                                   |
| ---------------------------------------- | ------------------------- | -------------------------------- | --------- | ----------------------------------------- |
| Les données manquantes sont à compléter. |                           |                                  |           |                                           |
| 1576                                     |                           | Adrien Mennuy                    |           |                                           |
| 1584                                     |                           | Jean Bidelin (syndic.)           |           |                                           |
| 1753                                     |                           | Guilbert Mathieu (syndic.)       |           |                                           |
| 1766                                     |                           | Claude Oudin (syndic.)           |           |                                           |
| 1784                                     |                           | Charles Antoine Rozier (syndic.) |           |                                           |
| 1788                                     |                           | Degouin                          |           |                                           |
| 1789                                     |                           | Louis Viéville                   |           |                                           |
| 1806                                     |                           | Vinchon                          |           |                                           |
| 1879                                     |                           | Gaston Belin                     |           |                                           |
| 1887                                     |                           | P.F. Damiens                     |           |                                           |
| 1890                                     |                           | Charles Rozier                   |           |                                           |
| 1896                                     |                           | Octave Ledoux                    |           |                                           |
| 1935                                     | 1945                      | Jean Deguise                     | MRP       | Conseiller général                        |
| Les données manquantes sont à compléter. |                           |                                  |           |                                           |
| 1989                                     | 1995                      | René Soler                       |           | Maire                                     |
| mars 2001                                | mars 2014                 | François Aita                    |           |                                           |
| mars 2014                                | En cours (au 28 mai 2020) | Pascal Cordier                   | LR        | Industriel Réélu pour le mandat 2020-2026 |

## Démographie
L'évolution du nombre d'habitants est connue à travers les recensements de la population effectués dans la commune depuis 1793. Pour les communes de moins de 10 000 habitants, une enquête de recensement portant sur toute la population est réalisée tous les cinq ans, les populations de référence des années intermédiaires étant quant à elles estimées par interpolation ou extrapolation. Pour la commune, le premier recensement exhaustif entrant dans le cadre du nouveau dispositif a été réalisé en 2006.

En 2022, la commune comptait 198 habitants, en évolution de −10,81 % par rapport à 2016 (Aisne : −1,97 %, France hors Mayotte : +2,11 %).
| 1793 | 1800 | 1806 | 1821 | 1831 | 1836 | 1841 | 1846 | 1851 |
| ---- | ---- | ---- | ---- | ---- | ---- | ---- | ---- | ---- |
| 298  | 400  | 317  | 380  | 408  | 451  | 442  | 506  | 518  |

| 1856 | 1861 | 1866 | 1872 | 1876 | 1881 | 1886 | 1891 | 1896 |
| ---- | ---- | ---- | ---- | ---- | ---- | ---- | ---- | ---- |
| 533  | 549  | 646  | 637  | 715  | 805  | 738  | 764  | 767  |

| 1901 | 1906 | 1911 | 1921 | 1926 | 1931 | 1936 | 1946 | 1954 |
| ---- | ---- | ---- | ---- | ---- | ---- | ---- | ---- | ---- |
| 723  | 700  | 626  | 198  | 180  | 164  | 143  | 144  | 149  |

| 1962 | 1968 | 1975 | 1982 | 1990 | 1999 | 2006 | 2011 | 2016 |
| ---- | ---- | ---- | ---- | ---- | ---- | ---- | ---- | ---- |
| 162  | 200  | 181  | 189  | 184  | 197  | 197  | 214  | 222  |

| 2021 | 2022 | - | - | - | - | - | - | - |
| ---- | ---- | - | - | - | - | - | - | - |
| 205  | 198  | - | - | - | - | - | - | - |

## Lieux et monuments
- Cette commune avait encore son château avant la Première Guerre mondiale.
- Église Saint-Médard.
- Trois calvaires.
- L'ancienne gare, aujourd'hui disparue, de la ligne de Saint-Quentin à Ham.

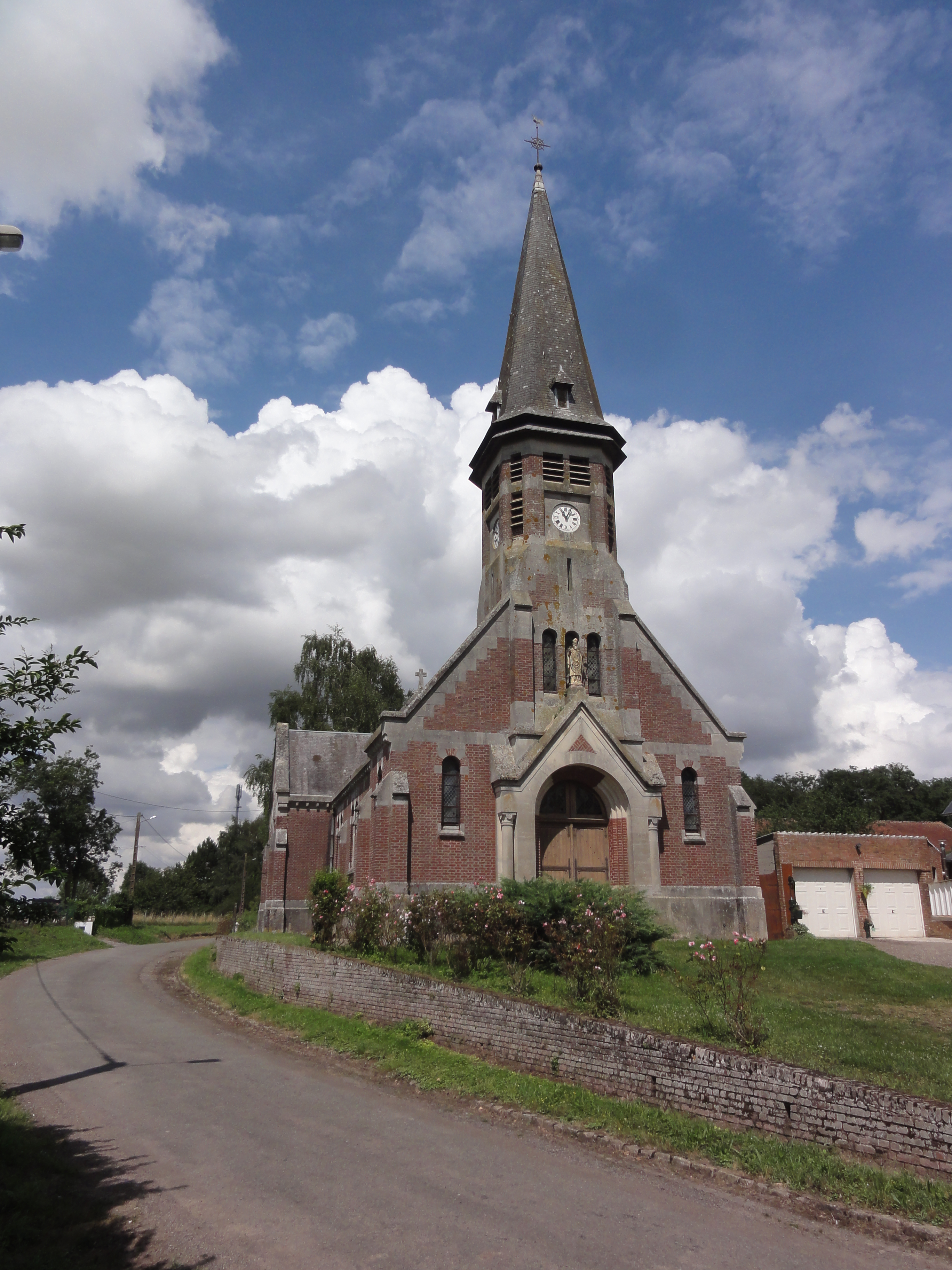
Église Saint-Médard.
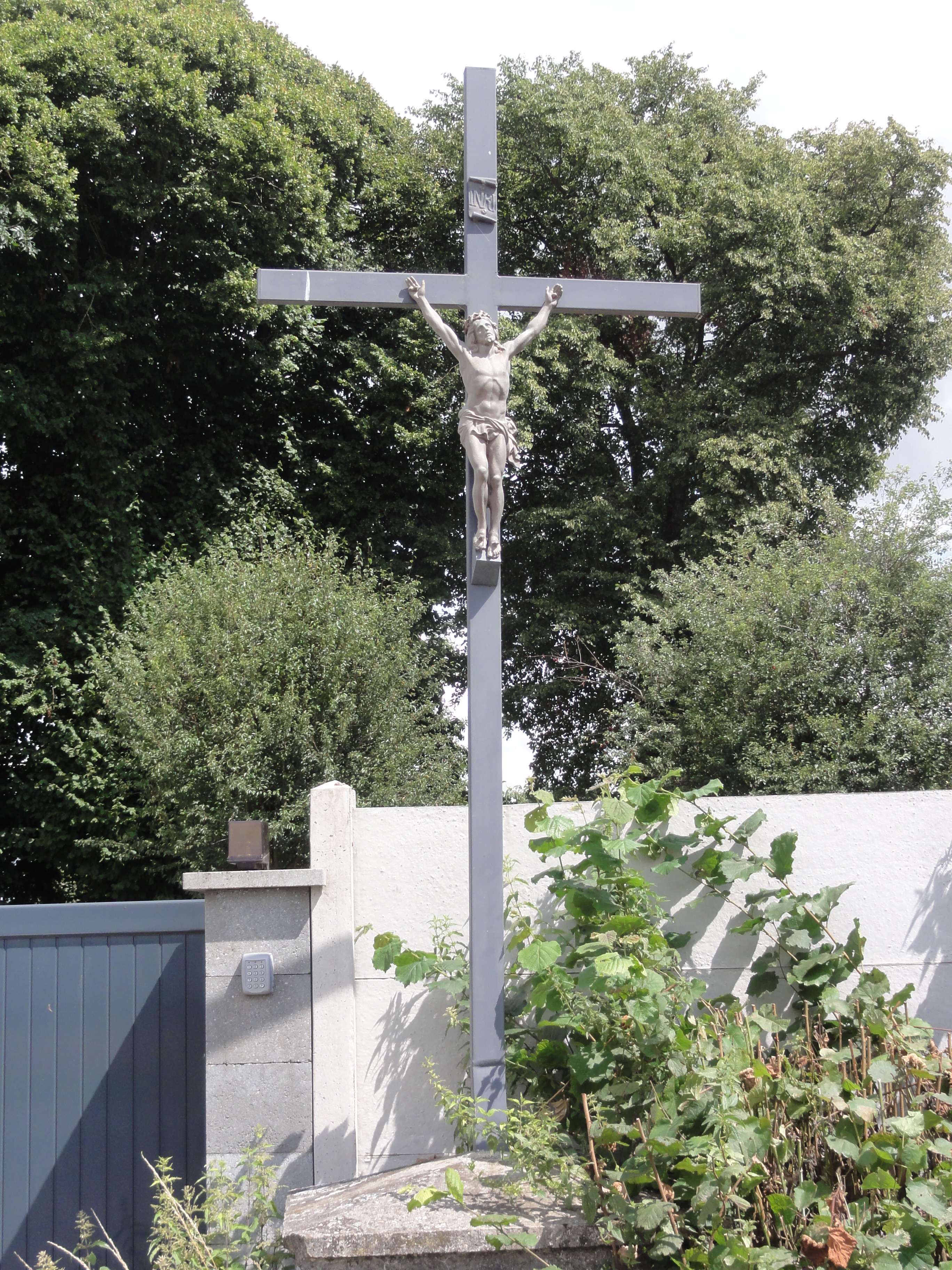
Un des calvaires.

### Cartes postales anciennes

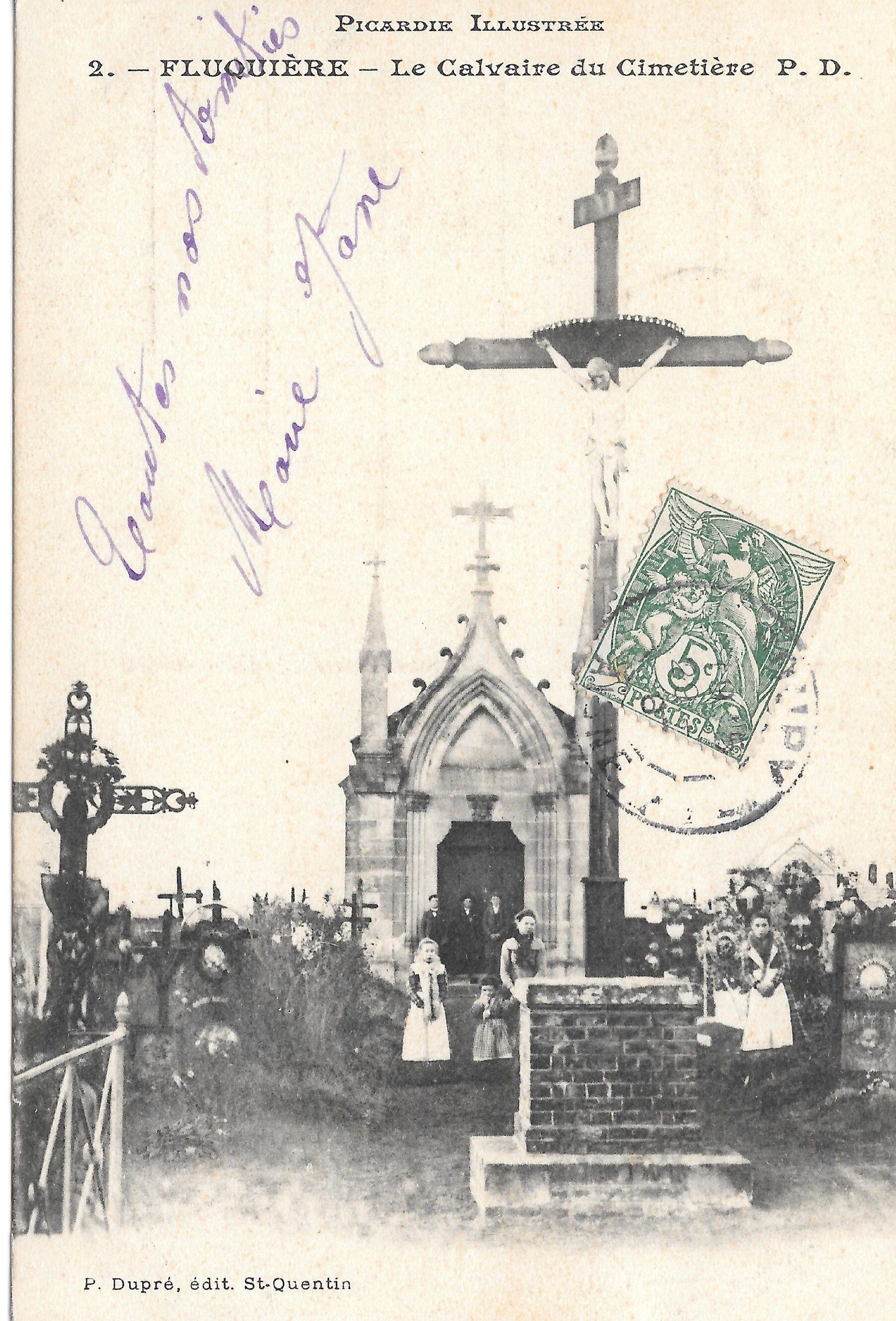
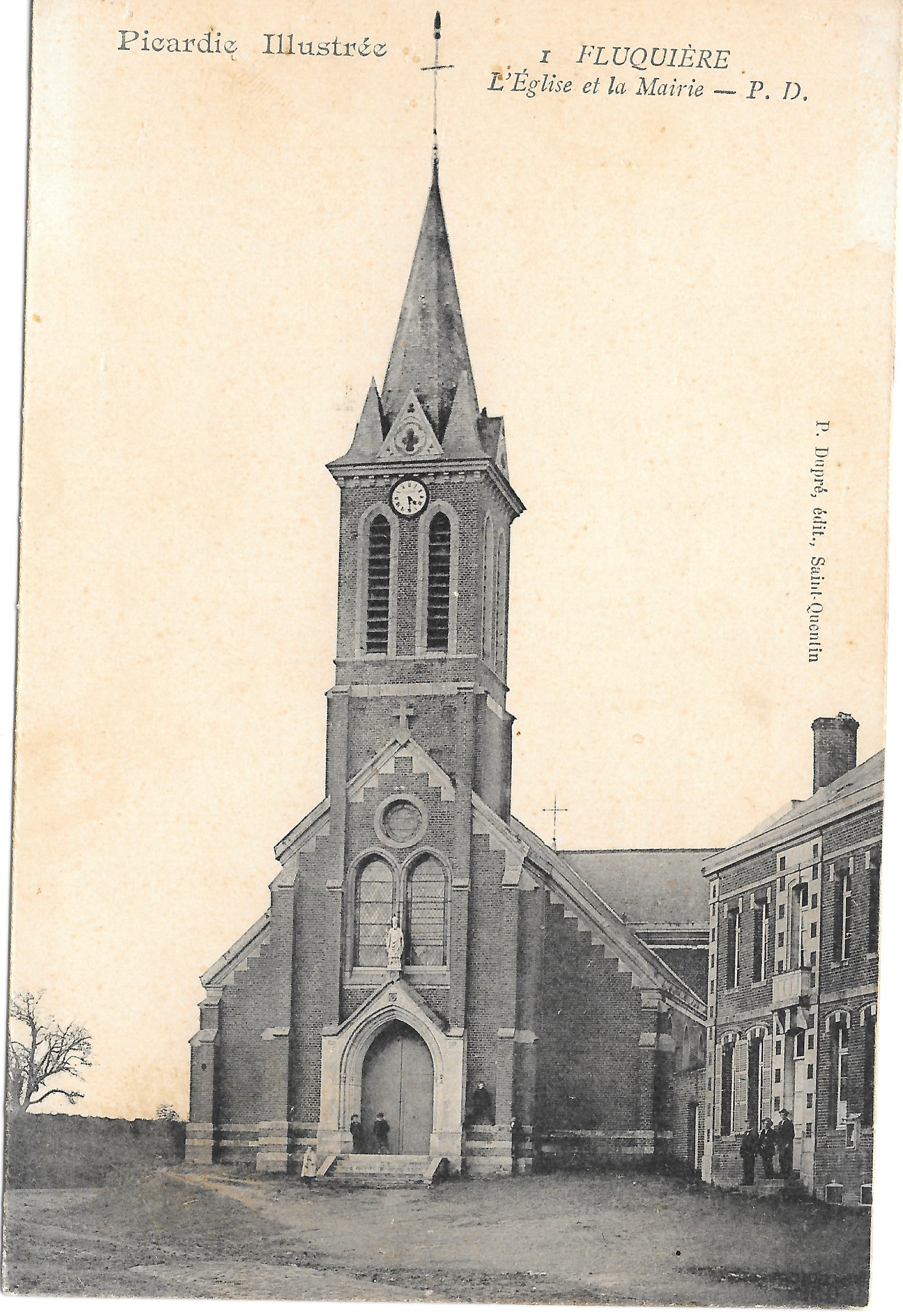
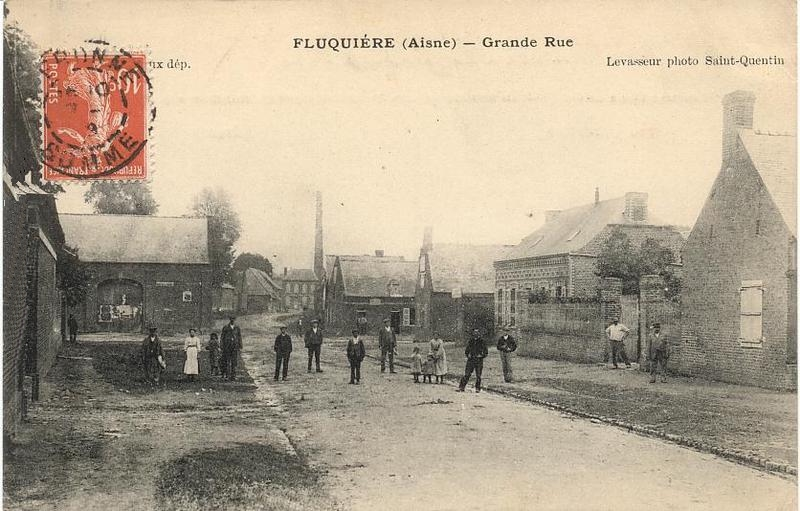
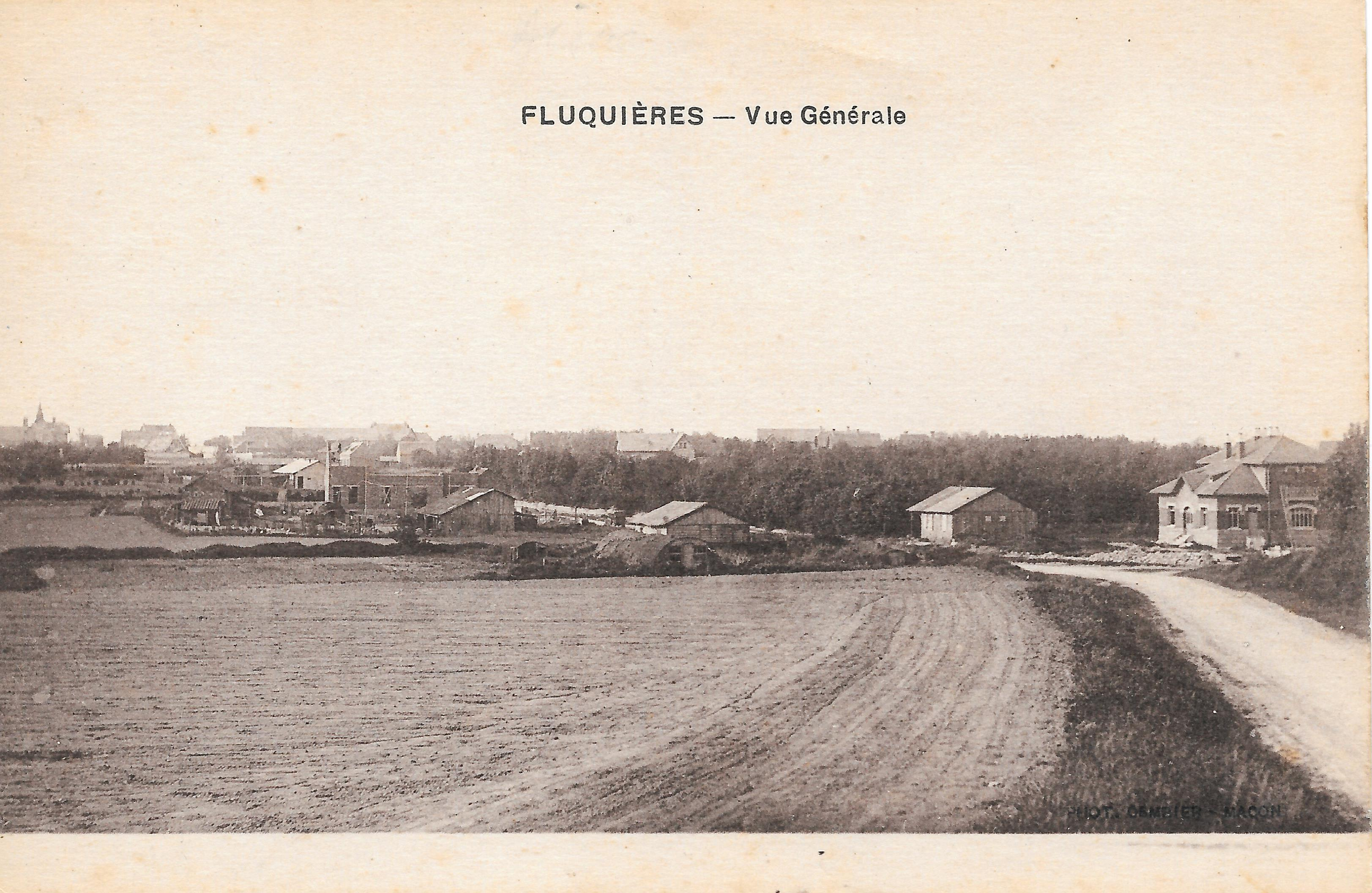
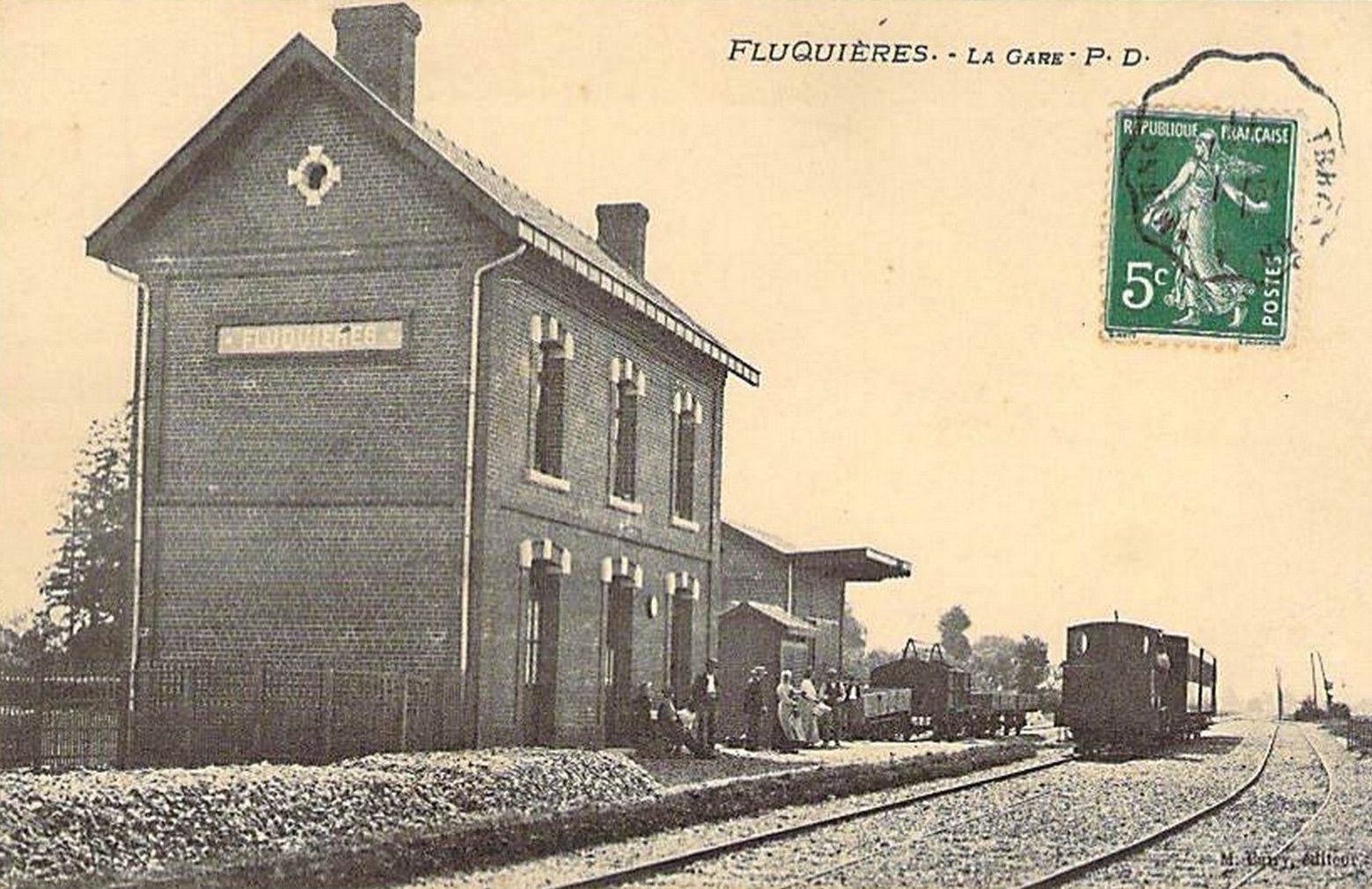
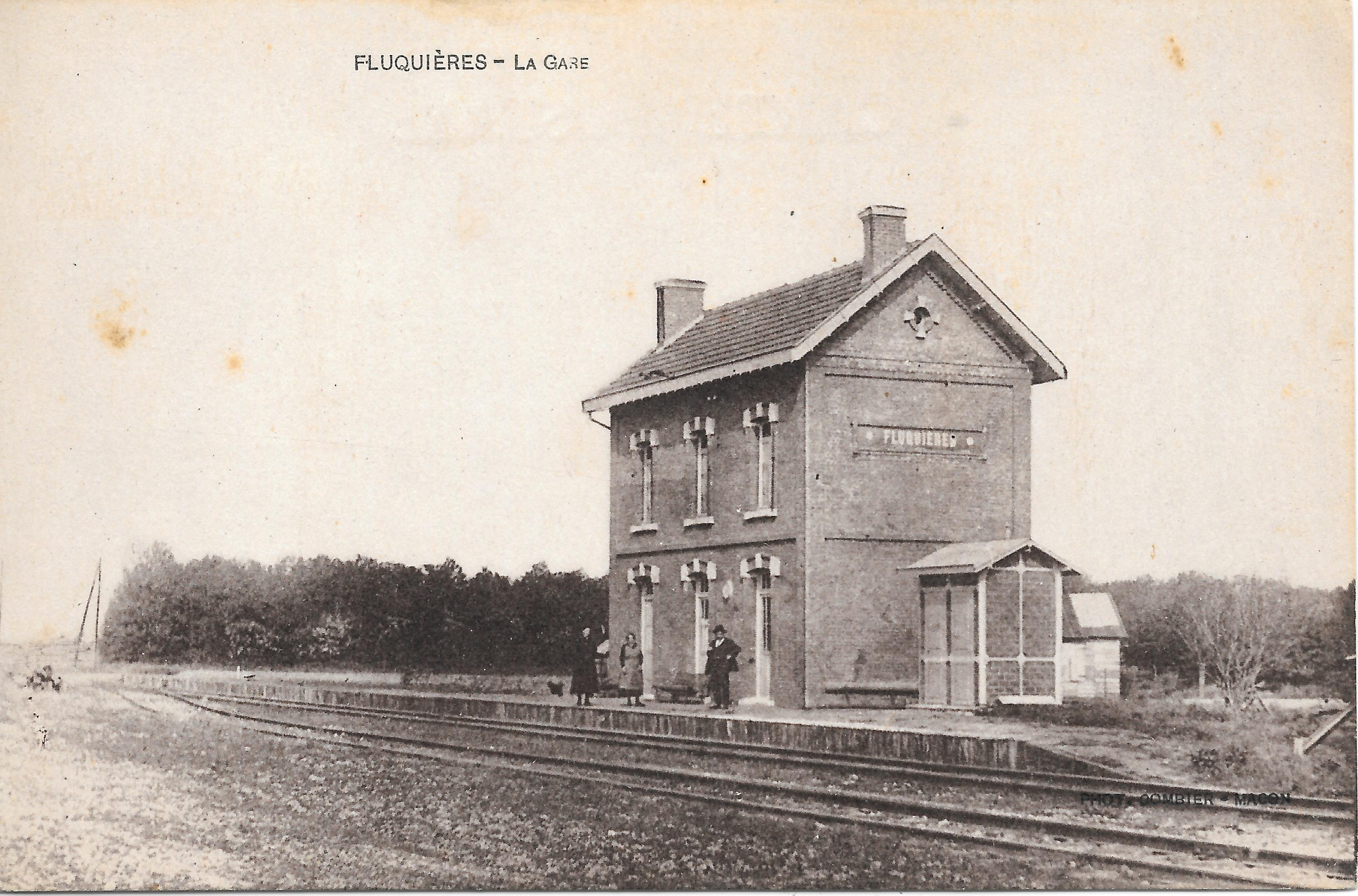

## Pour approfondir